# Japan-Wiesel
Das Japan-Wiesel (Mustela itatsi) ist ein Raubtier aus der Familie der Marder. Es galt zeitweise als Unterart des Feuerwiesels (Mustela sibirica).

## Merkmale
Die Männchen erreichen eine Kopf-Rumpflänge von 28 bis 39 Zentimetern, eine Schwanzlänge von 15,5 bis 21 Zentimetern und ein Gewicht von 650 bis 820 Gramm; ausgewachsenen wiegen sie fast doppelt so viel wie die Weibchen. Bei den Weibchen beträgt die Kopf-Rumpflänge 25 bis 30,5 Zentimeter, die Schwanzlänge 13,3 bis 16,4 Zentimeter und das Gewicht 360 bis 460 Gramm. Das Japan-Wiesel hat einen langen, schlanken Körper und kurze Beine. Das Sommerfell ist dunkelbraun, das Winterfell fast gelblich braun. Die Oberlippen und das Kinn sind weiß.

## Verbreitung

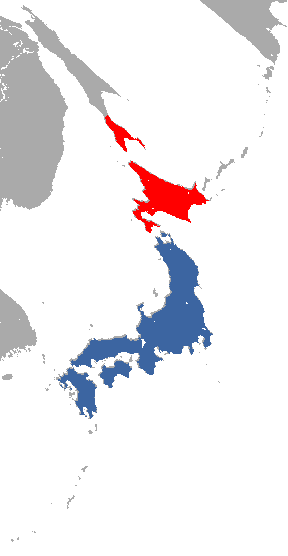
Verbreitungsgebiet des Japan-Wiesels (blau:natürlich; rot eingeführt)

Das Verbreitungsgebiet erstreckt sich über die japanischen Inseln Honshū, Kyūshū, Shikoku, Sado, den Oki-Inseln, Izu-Ōshima, Awaji-shima, Shōdoshima, Iki, den Gotō-Inseln, Yakushima und Tanegashima. 1880 wurde das Japan-Wiesel auf Hokkaidō eingebürgert. Zur Verminderung der Rattenpopulationen wurde es auf über 50 Inseln eingeführt, darunter auf Sachalin, Rishiri, Rebun, Miyake-jima, Hachijō-jima, Aogashima, Aoshima (in der Präfektur Nagasaki), Kuchino-shima, Nakano-shima, Suwanose-jima, Hira-jima, Akuseki-jima, Kikai-shima, Okinoerabu-jima, Yoronjima (in der Präfektur Kagoshima), Zamami, Akajima, Minami-daitō, Kita-daitō, Irabu-jima, Iriomote und Hateruma (in der Präfektur Okinawa).
Auf der russischen Insel Sachalin ist die Art vermutlich inzwischen wieder verschwunden, da es seit 1980 keine zuverlässigen Belege für ihr Vorkommen gibt.

## Lebensraum
Das Japan-Wiesel kommt in Wäldern in Gewässernähe vor, manchmal auch nahe menschlicher Siedlungen.

## Lebensweise
Das Japan-Wiesel ist nachtaktiv und geht einzelgängerisch auf Nahrungssuche. Die Nahrung besteht aus Insekten, Fischen, Reptilien und kleinen Säugetieren, einschließlich Ratten. Als Ergänzung kommen Früchte im Winter und im Frühling sowie Gliederfüßer und Krebstiere im Sommer und Herbst hinzu. Über das Paarungsverhalten ist nur wenig  bekannt. Die Paarungszeit ist im Spätwinter, die Jungen werden im Frühjahr geboren.

## Status
Das Japan-Wiesel ist in Japan weit verbreitet. Es wird von der IUCN inzwischen jedoch als „potentiell gefährdet“ (near threatened) klassifiziert, da es seit einiger Zeit im Westen Japans verschwunden ist. Dort hat sich stattdessen das Feuerwiesel (Mustela sibirica) ausgebreitet.